# Aumento de coroa clínica
Aumento de coroa clínica é tipo de cirurgia periodontal. Pode ser realizado para fins estéticos ou funcionais. É um tipo de cirurgia pré-protética importante. Em dentes anteriores pode modificar esteticamente o chamado sorriso gengival.